# کاتریونا له می دوان
کاتریونا له می دوان (انگلیسی: Catriona Le May Doan؛ زادهٔ ۲۳ دسامبر ۱۹۷۰) اسکیت‌باز سرعت اهل کانادا بود.
وی در مسابقات کشوری و بین‌المللی در مجموع برندهٔ ۷ مدال طلا، ۲ مدال نقره، ۵ مدال برنز شده‌است.